# Sylta
Sylta is een plaats in de gemeente Upplands-Bro in het landschap Uppland en de provincie Stockholms län in Zweden. De plaats heeft 763 inwoners (2005) en een oppervlakte van 39 hectare.